# يفغيني ليونوف
يفغيني ليونوف (الروسية: Евгений Павлович Леонов) هو ممثل روسي (وحمل سابقاً جنسية الاتحاد السوفيتي)، ولد في 2 سبتمبر 1926 بموسكو في روسيا، وتوفي بنفس المكان في 29 يناير 1994. بدأ مشواره المهني سنة 1947، ومن الجوائز التي نالها جائزة الدولة السوفيتية سنة 1976 وفنان الشعب في الاتحاد السوفيتي ووسام لينين سنة 1986 وميدالية اليوبيل "للاحتفال بالذكرى المئوية لميلاد فلاديمير إيليتش لينين" ‏ والجائزة الحكومية للأخوين فاسيليف لروسيا الاتحادية الاشتراكية السوفيتية ‏ وجائزة الدولة لروسيا الاتحادية ‏ سنة 1992 وجائزة لينين كومسومول ‏ وفنان الشعب لجمهورية روسيا السوفيتية الاتحادية الاشتراكية ‏ ووسام شارة الشرف سنة 1967.

## جوائز
- جائزة الدولة السوفيتية (1976)
- فنان الشعب في الاتحاد السوفيتي
- وسام لينين (1986)
- ميدالية اليوبيل "للاحتفال بالذكرى المئوية لميلاد فلاديمير إيليتش لينين" [الإنجليزية]‏
- الجائزة الحكومية للأخوين فاسيليف لروسيا الاتحادية الاشتراكية السوفيتية [الإنجليزية]‏
- جائزة الدولة لروسيا الاتحادية [الإنجليزية]‏ (1992)
- جائزة لينين كومسومول [الإنجليزية]‏
- فنان الشعب لجمهورية روسيا السوفيتية الاتحادية الاشتراكية [الإنجليزية]‏
- وسام شارة الشرف (1967)

## وصلات خارجية
- يفغيني ليونوف على موقع IMDb (الإنجليزية)
- يفغيني ليونوف على موقع ميوزك برينز (الإنجليزية)
- يفغيني ليونوف على موقع تيرنر كلاسيك موفيز (الإنجليزية)
- يفغيني ليونوف على موقع أول موفي (الإنجليزية)
- يفغيني ليونوف على موقع قاعدة بيانات الفيلم (الإنجليزية)
- يفغيني ليونوف على موقع كينوبويسك (الروسية)